# Roodbuikzanger
De roodbuikzanger (Myioborus pictus) is een zangvogel uit de familie Parulidae (Amerikaanse zangers).

## Verspreiding en leefgebied
Deze soort telt 2 ondersoorten:
- M. p. pictus: van de zuidwestelijke Verenigde Staten tot het zuidelijke deel van Centraal-Mexico.
- M. p. guatemalae: van zuidelijk Mexico tot noordelijk Nicaragua.